# Пливачки клуб 22. април
Академски пливачки клуб „22. април” је пливачки клуб основан 2007. године у Бањој Луци.